# IC 3001
IC 3001 ist eine Spiralgalaxie vom Hubble-Typ S? im Sternbild Großer Bär am Nordsternhimmel. Sie ist schätzungsweise 367 Millionen Lichtjahre von der Milchstraße entfernt und hat einen Durchmesser von etwa 85.000 Lichtjahren.

Im selben Himmelsareal befinden sich u. a. die Galaxien NGC 4113, IC 2993, IC 3002, IC 3003.
Das Objekt wurde am 12. Juni 1896 von Stéphane Javelle entdeckt.